# オフサイド (漫画)
『オフサイド』は、塀内夏子（塀内真人）による日本の漫画作品。『週刊少年マガジン』（講談社）にて1987年6号から1992年17号まで連載された。
高校サッカーを題材とした作品で、主人公の熊谷五郎がチームメイトの薬丸秀樹、佐藤真悟とともに弱小サッカー部を牽引し、強豪校へと成長していく姿が描かれている。タイトル名はサッカー競技規則に定められた反則用語だが「うまくいきそうだったのに笛が鳴って中断されてしまう、もどかしい青春」という意味が込められている。
連載中の1990年に第68回全国高等学校サッカー選手権大会の大会ポスターに起用。連載終了後の1993年にOVA化、2001年にテレビアニメ化がされた。

## 作品背景
作者の塀内はテニス漫画『フィフティーン・ラブ』で一定の評価を得た後、サッカー漫画を描くことになった。その理由については掲載誌の『週刊少年マガジン』で編集長が交代したこともあり自身でも「もう少し大きな勝負がしたい、もう一つ上のランクにいきたい」と意気込んだこと、連載開始の時期にあたる1980年代中期にはクラブ活動としてサッカーを選択する生徒が野球を上回り始めたと報じられていたことなどが挙げられ、それまで『週刊少年マガジン』誌上でサッカー漫画のヒットに恵まれていなかったことも動機付けとなった。
構想にあたっては当時、『週刊少年ジャンプ』誌上で連載され人気作品となっていた『キャプテン翼』を意識し、同作が小学生や中学生年代のサッカーを題材としていたことから、自身はもう一世代上の高校サッカーを選択した。これについては「少しでも違う切り口にして『違うもの』を描きたい」という希望と、『キャプテン翼』と比較して「違うものにしないと勝負にならなかった。とても太刀打ちできないし、後から…というのはどう考えても不利」という考えがあったためとしている。
1980年代後半の『週刊少年マガジン』では従来のラブコメディ路線を放棄し、往年のスポ根路線に回帰する動きが見られ、野球漫画の『名門!第三野球部』（むつ利之）や、変形スポ根ものの『ミスター味っ子』（寺沢大介）や『スーパードクターK』（真船一雄）などの作品が人気となった。後述するように塀内は本作を「男性作家が気がつかない男子の魅力」を取り入れた女子目線の部活ものと位置付けているが、本作についてもスポ根回帰の流れの中で生まれた作品のひとつという見方もある。

## 表現手法

### 女子目線から見た部活もの
本作品の特徴として、身近な部活動の日常風景、サッカー描写以上に力の入った試合外のエピソードの数々が挙げられる。塀内は「教室で隣にすわっている男の子が行く場所は“キラキラ輝いているよ”っていう感覚や、合宿でみんながさわいでいるような風景を描いていきたかった」と語っている。
こうした日常風景にも焦点を当てた部活ものは当時の少年漫画の世界には少なく、ちばてつやや水島新司によって手掛けられた先行する作品群について、塀内は「現実の『部活』とは少々解離がある」と評している。また、この当時のスポーツ漫画の多くは根性要素の強いスポ根であり、部活動の日常をリアリティのある描写で描くことは希だったという。そのため、自身が中学や高校時代に目撃した隣の野球部やサッカー部員たちの「授業中に早弁をする」「部活後に近所の店で買い食いをする」などの日常風景、「となりの男の子が気が付くと背が伸び、体形も大人に変化した」などの男性作家が気がつかない男子の魅力、そういった要素を取り入れれば、漫画としての強みになると考えたという。

### キャラクター造形
本作品の主人公・熊谷五郎は控えめな性格で、闘志を内に秘めるタイプとして描いている。これについて塀内は「あの頃は控えめなタイプが一番好きだった」こと、中学時代に経験した「同級生のサッカー部員が先輩に憧れる感情」を反映し「お兄さんみたいな人を描きたかった」ためだとしている。
また、「ひとりひとりの英雄体験」を最も伝えたかったとし、個々の登場人物たちが、苦境から這い上がる姿を丁寧に描いた。これについては「例えばサッカーの試合で、一度でも気持ちいい思いができれば、大人になってからもちゃんとやっていけるのだろうなって。だから、それぞれにいいシーンを出したいって、一つ一つ見せ場を作ろうって思っていました」と語っている。
なお塀内は連載当時、顔は日比野慶彦と勝彦、性格は阿部弘志と島本守が描きやすかったが、一方で五郎については「何考えてんだか、時々分からなくなる」と評していた。

### サッカー描写
本作については「必殺技などの派手な描写はないが、丁寧に構成されている」との評価もあるが、塀内は連載を始めるに辺り「手を使っちゃいけない、とかゴールすると1点」といったごく初歩的なルールは理解していたものの、さらに踏み込んだルール、戦術やフォーメーションとなるとよく理解していなかった。タイトルとなったオフサイドのルールに至っては「存在するのは知っていたけれど中身は…」という状態だったといい、そのためサッカー経験者などに聞き取りを行ったという。ただし、そうして身につけた知識を作中に反映させるとなると「あまりに説明調だとセリフのリズムを壊すし不自然だ…かといってまったく触れないのも」と考えるようになり、担当編集からの「多分子供（読者）はオフサイドのルール知ってるよ」という後押しもあり、特にルールの説明をせず物語を進めていくことになった。これについて塀内は「だいたい自分でもよくわかっていないものを説明なんてね…」と語っている。
塀内の証言にあるように、初期のころはハーフバック、フルバックなどの古いサッカー用語を多用、ウイングを軸にしたロングボール主体の古典的な攻撃スタイル、県予選で一日に2試合消化する、県決勝でも土のグラウンドでプレーするなど、1980年代後半を舞台としながらも、一昔前の雰囲気が漂っていた。さらに1年時の全国大会では「五郎のキーパーの手元で鋭くホップするロングシュート」や「浪速食産高校のチームプレー」などの現実離れしたプレーも登場したが、作品終盤にはプレスディフェンスやダイレクトプレー、セットプレーにおける色々なアイデアや芝生のグラウンドでのプレーが描かれるようになった。
作品の進行とともにサッカー描写が改善されていった点について塀内は「描きながら学んでいった感じですね」「サッカーというものを、少年漫画というものを、ひとつづつ、少しづつ積み重ねていった20代の具現のような作品でした」と語っている。

## ストーリー
白百合中学サッカー部でゴールキーパーを務める熊谷五郎は、恵まれた体格とセンスを持ちながら、勝利とは無縁のまま最後の公式戦を終える。幼馴染でマネージャーの伊藤渚はそんな状況を歯がゆく思い、最後の練習試合の相手探しを買って出るが、札付きという評判の南波中学と決まる。試合はストライカーの薬丸秀樹、ウイングの佐藤真悟を擁する南波に幾度となくゴール前に迫られるものの、五郎の果敢なプレーにより無失点に抑え、白百合がかろうじて勝利を収める。
高校受験を控えた五郎と渚は、文武両道を掲げるサッカーの名門、横浜南高校（通称・ヨコナン）への入学を目指すが、受験日当日に渚が交通事故に遭い、五郎も病院まで付き添ったために試験を受けることができずに終わる。二人は二次募集でヨコナンの向かいにある私立川崎高校（川高）へ入学することになるが、そこには中学最後の練習試合で意気投合した薬丸、シンゴの姿もあった。
五郎、薬丸、シンゴ、渚は同校のサッカー部に入部。元ヨコナンのレギュラーでキャプテンの織田和仁の下、「打倒ヨコナン」を目標に掲げインターハイ予選に出場する。川高イレブンは島原誠を擁する瀬谷二高、黒崎亨を擁する茅ヶ崎商工を下し、決勝進出を果たすと相手は茅野鷹志、日比野慶彦らを擁するヨコナンとなる。試合は全国クラスの攻撃陣を要するヨコナンを相手に川高が健闘するも、織田が古傷の膝を痛めて退場、五郎が茅野の強烈なシュートにより負傷するアクシデントもあり2-3のスコアで敗れる。敗退後、織田の復帰の目途が立たない中、南米帰りのキーパー・日比野勝彦の加入により、五郎はフィールドプレーヤーへの転向を決意。高校選手権予選決勝では織田も合流してヨコナンにリベンジを果たし、全国大会出場を決める。
高校選手権ではキャプテンの織田を欠きながら準々決勝進出を果たすと相手は優勝候補筆頭の静岡一高（静一）となる。試合は暮林哲郎、明智紀之らを擁する静一を相手に粘り強い攻防を続けるも一歩およばず、1-2のスコアで敗退。「静一へのリベンジ」が川高イレブンの新たな目標となる。
新年度となりキャプテンとなった五郎の下で活動を始めた川高イレブンは天才スイーパーの島本守、素人ながら頑張り屋の阿部弘志らを加え、新たなスタートを切る。そんな中、五郎、薬丸、シンゴ、勝彦、島本は、ヨコナンの茅野や県下のライバルたちとともに神奈川選抜に選ばれ、国体に出場。準決勝で暮林らを擁する静一メンバーのみで編成された静岡選抜に勝利し、決勝では静一同様に鹿児島学院メンバーのみで編成された蘇我はじめを擁する強靭なフィジカルを誇る鹿児島選抜のパワーの前に負傷者続出で苦戦するも、後半途中に薬丸とシンゴを中盤に下げて五郎と茅野のツートップに戦術を切り替えた神奈川選抜が五郎の決勝ゴールで1-0で鹿児島選抜破り優勝を果たす。国体後の高校選手権予選決勝では2年連続で川高対ヨコナンの対戦となるが、茅野の挑戦を退けて2大会連続で全国大会出場を決める。
高校選手権では、勝彦の兄・辰彦から五郎にドイツへの留学話が持ちかけられ、チーム内に動揺が走る中、準決勝で国体の時に別競技に出場していたため欠場した高校ナンバーワンキーパーとの名高い九鬼と剣道日本一の肩書きを持つ実力者須佐見らが合流したフルメンバーの鹿児島学院を退け、決勝では因縁の静一との対戦となる。暮林、明智らにオランダ帰りの沢村健人を加えた静一を相手にのびのびと戦った川高イレブンは終了間際に薬丸が決勝点を決め、前年度のリベンジと大会初優勝を果たす。優勝と五郎の大会得点王いう結果を手にし、笑顔で五郎を送り出そうとする薬丸とシンゴだったが、当の五郎は「来年もみんな一緒に国立に来たい」と留学の誘いを断ってしまい、周囲を唖然とさせるのだった。
全国優勝で意気揚々とする川高イレブンは五郎をはじめとした主力メンバーに新入生の八木維らを加え、新たなスタートを切る。そんな中、2年間の公式戦出場停止処分を受けていた蕪双高校の松浦猛、西崎裕二が現れ一触即発の状況となるほか阿部の過去の成算と右腕骨折による予選欠場など波乱のスタートとなる。インターハイ県予選ではヨコナンを下して決勝に勝ち上がってきた奥村兄弟率いる小田原商業と激突しトリッキーな戦術に撹乱されつつも2-1で勝利して県大会を制した。本大会では3回戦で川高対蕪双のカードが実現するも、連勝続きで驕りのあった川高イレブンは蕪双の技術とパワーの前に敗れ去る。この敗戦を糧に夏合宿でフィジカル強化に取り組むと、高校選手権予選決勝は3年連続でヨコナンとの対戦となる。川高が躍進を続ける一方でヨコナンは茅野の卒業以来成績不振が続いていたが、最後の選手権出場にかける慶彦の下で堅守速攻型のチームへと変貌していた。試合はヨコナンが反則も厭わない荒々しさで川高を追い詰めるも、川高が相手の守備を打ち崩して3年連続で全国大会出場を決める。
迎えた高校選手権で川高は大会序盤こそ調子が上がらず苦しみながらも徐々に調子が戻ってきた準々決勝の国東戦で攻撃陣が爆発し4-0で勝利。準決勝では鹿児学を下して勝ち上がってきた的場圭一らを擁し夏合宿でも対戦した新興勢力の成京高校を破り、決勝は川高と準決勝で静一を撃破した蕪双による因縁のカードとなる。試合は五郎と松浦という両エースの一騎討ちを軸に一進一退の攻防を繰り広げるも、試合中に負った怪我を押して出場を続ける五郎が決勝点を決め4-3のスコアで川高がリベンジを果たすとともに大会連覇を成し遂げる。
高校卒業を前に、五郎はドイツへ留学、薬丸とシンゴは実業団、勝彦と渚は大学への進学を決め、後輩たちは新キャプテンの島本の下で活動を始めるなど、それぞれの道を歩むことになる。卒業式後、五郎がゴールポストに別れを告げグラウンドを去っていく場面で物語を終える。

## 登場人物
声の出演は記載のないものはテレビアニメ版

### 私立川崎高校（神奈川）
熊谷五郎（くまがや ごろう）
声 - 土田大 / OVA：置鮎龍太郎
本作の主人公。ポジションはGK→MF。身長185cm / 体重73kg。
抜群の身体能力とキック力の持ち主。当初はGKを務めていたが、1年時の夏のインターハイ予選後に加入したGKの勝彦や負傷欠場中の主将・織田の勧めもあり同年秋からMFに転向。ポジション転向直後は持ち前のパワー重視で粗削りなプレイが目立ち、ドリブルやフェイントを失敗するなどミスも多く見られたが、キーパー経験を活かしゴール近くの混戦からボールがこぼれる位置を予測し回り込んでシュートを撃つなど鋭い着眼点から得点を量産。だが茅野や石原や暮林といった実力者が相手だと元々の身体の硬さから柔軟性を欠き小回りが利かず、相手の動きに翻弄されやすい欠点があった。
2年時の国体合宿で特別コーチとして勝彦の兄・辰彦と共に来日したドイツのプロ選手フリッツ・ミュラーからチーム練習への参加は一切させてもらえずストレッチだけを徹底的に取り組むように指導を受けると徐々に身体の柔軟性を増し弱点も解消されていったものの、その代償としてポジション争いからは大きく出遅れてしまい、国体本番では決勝の試合終盤までセンターバックでの出場を余儀なくされる。だが結果的にこの起用が功を奏し、守備面では静岡や鹿児島など強敵を擁するチームのエース格を抑え込み、攻撃面ではDF登録ながらゴールを量産し大会得点王になるなど攻守にわたってチーム優勝の原動力となった。辰彦からは在学中にドイツ留学を打診されるなど徐々に高校サッカー界を代表するプレーヤーへと成長していく。
普段は温厚な性格で部員からは信頼を置かれ慕われている。リーダー気質の持ち主で、織田の引退後は新2年生ながらキャプテンに任命されチームを牽引。高校選手権では初出場の1年時はベスト8で終わったが、2年時と3年時で史上初の連覇を達成し、2年時は大会得点王も獲得。
一旦激昂すると怒りで歯止めが掛からなくなる一面を持つ（暴力的な意味はなくごく稀に）が、私的な理由ではなくトラブルに遭った部員を庇うためとか、プレーに精彩を欠く部員に対し活を入れるのが主なので仲間や後輩の信頼を失わずに済んでいる。
高校卒業後はドイツに渡り、ブンデスリーガ1部の1.FCケルンに加入。加入から3年後の開幕戦で途中出場ながらプロデビューを果たし、初ゴールを決めた。モデルは元韮崎高校の羽中田昌。
伊藤 渚（いとう なぎさ）
声 - 樋口智恵子 / OVA：日髙のり子
サッカー部マネージャー。身長155cm / 体重42kg。
五郎の幼馴染。子供のころからろ五郎を陰ながら応援し続けてきた。性格はおっちょこちょいで不器用、少し短気。この性格が災いした交通事故の影響で五郎と本来進学予定だった高校の受験開始時刻に間に合わず、滑り止めで合格した川高へと入学することになった。
五郎の傍で応援したいと、サッカー部の二代目マネージャーに志願、持ち前の姉御肌で部員を支えた。
後に五郎がドイツへ留学することを知ったのをきっかけに、3年時の夏以降はマネージャーを休業してドイツ語を猛勉強し外語の大学に進学。本編のその後を描いた短編にて雑誌社で雑用とライターをしながら翻訳担当となる。海外からのFAXで届いた五郎のプロ初ゴールのニュースに歓喜した。
薬丸 英樹（やくまる ひでき）
声 - 私市淳 / OVA：中原茂
ポジションはFW（センターフォワード）。身長169cm / 体重57kg。
小柄な体格ではあるが、チーム1の俊足と優れた得点感覚を持ち合わせており、五郎がフィールドプレーヤーに転向するまでは川高の得点源だった。五郎のポジション転向後は得点シーンが減ったものの、大事な局面でのゴールやアシストに加え、相手を冷静に見極め単独でオフサイドトラップを仕掛けるなど活躍の場面は多い。同じフォワードでコンビを組むシンゴとは幼馴染であり、サッカーでも私生活でも良き相棒である。幼い頃から培ってきたコンビプレーは抜群で、お互い見ていなくても相手のいる位置が正確に分かるほど。
性格は豪放で強烈な負けず嫌いだが、学校の成績は常に赤点が付き纏う補習の常連。実家は病院を経営している資産家で、渚に頼まれてたまにチームで使う湿布やスプレーなどの消耗品を融通してもらったりする。メイドや執事まで完備しており、お坊ちゃんとして何不自由なく育っているが食べ物の好みは割と庶民派で、シンゴが作るナポリタンや焼きうどんのほかにかんぴょう巻きや学食のカレーやハンバーガーに屋台の焼きそばなども好んで食べている。2年時の高校選手権県予選決勝の試合前に敵(ビフテキ)に勝つ(カツ)と験を担いで朝から重たいものの食べ過ぎで胃もたれしてしまう場面も。
卒業後は当初シンゴと共にホンダへ入団予定だったが、ドイツに独り旅立つ五郎に触発され個人での更なる成長を求めシンゴとはそれぞれ別の道を進む事を選択し、日産へ入団した。ガタイのいい先輩達からのアドバイスを受けプロ選手として戦える身体を作るためにまずは食事から肉体改造に着手中。
佐藤 真悟（さとう しんご）
声 - 渋谷茂 / OVA：堀川りょう
ポジションはFW（左ウイング）。身長172cm / 体重59kg。
連載当初から不動の川高の左ウイングであり、クライフターンやラボーナなどの高等技術を使いこなすテクニシャンである。薬丸の幼馴染であり、サッカーでも私生活でも良き相棒。「自分が左サイドをドリブルして、薬丸にセンタリングを上げる」ことを信条としている。
性格はナルシストで大の女好き。幼いころ父と死別（生き別れ説もあり、「オレの父ちゃんはどこにいるんだろう…」とボヤいている描写がある）、スナックを営む母と三歳年上の姉との三人暮し。料理上手で時に店を手伝う感心な一面もある。少年時代に当時対立していた薬丸に奢ったかんぴょう巻きや自宅の店でシンゴ自らが作って提供したナポリタンは今でも彼の好物となっている。卒業後は当初薬丸と共にホンダへ入団予定だったが、五郎に触発された薬丸からの提案で別離を選択。いつか日本代表でコンビを組めるようにと薬丸とは別の道を選び、元・静一の暮林が所属するヤマハへ入団した。入団早々に入寮した2軍寮の隣にあるアパートのオネェ気質な管理人に目を付けられてしまい、1日でも早く1軍に昇格すべく奮闘中。
野内 良成（のうち よしなり）
声 - 藤田圭宣 / OVA：高戸靖広
ポジションはDF（サイドバック）。後にマネージャー。
五郎の中学時代からの同級生でサッカー部でもチームメイト。五郎の不遇の時代を知る数少ない人物の一人。五郎を追って川高に入学しサッカー部に入部。選手層の薄い台所事情から1年時から出場機会を掴んだ。
入部間もなく大人しい性格や技術で劣ることから薬丸の標的にされ、サッカー部全体を巻き込む騒動に発展するが後に和解。2年時の冬以降はマネージャーに定着し、最後の選手権予選前に受験勉強で渚が離脱した後も献身的にチームを支えた。
日比野 勝彦（ひびの かつひこ）
声 - 神谷浩史（少年時代：佐久間紅美）
ポジションはGK。身長167cm / 体重54kg。
日比野兄弟の四男で、慶彦の双子の弟。本来はヨコナンに進学予定だったが、慶彦に強烈なライバル意識を持ち兄を打倒すべく川高に入学。初登場は五郎達1年時の夏休み中。
中学時代はブラジルにサッカー留学していた影響からか、社交的で物事をハッキリ言う性格。プライドは非常に高く、人に気を使われることを嫌う。また、何か失敗する度に誰もいない所で涙を流す一面がある。その一方で努力家で仲間思いの面もある。
GKとしては致命的とも思えるほど小柄だが、驚異的なジャンプ力や反射神経、鋭い読みと感覚による判断力やブラジル留学で培った独特のリズム感を駆使して身長差のハンデをものともせず五郎のフィールダー転向後の川高ゴールを死守した。五郎を"剛"のGKとするなら、さしずめ"柔"のGKと言ったところである。
五郎のストライカーとしての素質を逸早く見抜き、フィールドプレーヤーにコンバートさせるきっかけを作った。
卒業後は推薦枠で早稲田大学へ進学。一般入試で同じ早稲田に合格した慶彦が直後にこの事実を知って嘆くものの、漸く双子で同じチームになった。入学後は慶彦と共に即戦力となるも、周囲からのアイドル扱いに辟易気味。
織田 和仁（おだ かずひと）
声 - 松本保典
ポジションはMF（攻撃的MF）、DF（スイーパー）。
川高サッカー部を一から作り上げた選手。中学時代は全国ベストイレブンに選出され、高校は当初ヨコナン(横浜南高校)に進学し将来を嘱望された選手であったが、１年夏のインターハイ予選中にサッカー選手にとっては致命的とも言える膝を故障、その後も試合に出続けるなど無理を重ねてしまった結果膝の状態も悪化し、元々相性の悪かった有本監督との確執もあってヨコナンを去り川高に編入。リハビリと復帰を繰り返しながら、素人同然だった太田や馬場や金子ら部員達に根気強くサッカーを教え、最終的にヨコナンと対等に渡り合えるチームにまで育て上げた。
普段はおふざけキャラだが意外に真面目で頭も良くリーダーシップも発揮し部員達からの信頼も厚く、チームの兄貴分的存在である。
高校3年時のインターハイ予選決勝でヨコナン相手に奮闘するも惜敗し、自身も負傷の悪化で途中交代を余儀なくされる。その後膝を手術し高校最後の選手権予選の決勝で復帰。守備の要として攻守に貢献し、見事ヨコナンを撃破して川高を初の全国大会出場に導くも、怪我の悪化でそのまま高校サッカーを引退。リハビリをしながら全国大会で奮闘する川高を応援した。
卒業後は筑波大学に進学し、2年時には早稲田に進学した茅野と共にユニバーシアードの選抜メンバーに入るなど活躍中。たまに後輩達の試合に顔を出すなど主要キャラ以外では比較的出番が多い。3年時からはキャプテンを務めるが、後にチームメイトとなる静一の明智の戦術論を嫌がり日々頭を悩ませている。
織田 由樹子（おだ ゆきこ）
声 - 伊藤美紀
織田和仁の妹で、川高サッカー部初代マネージャー。美人で真面目で礼儀正しい、サッカー部員の憧れの的。
怪我を押して試合出場を続ける兄を常に心配している。兄の卒業後は殆ど登場する事も無くなり、翌年の高校選手権の県大会決勝の試合中に少しだけ兄との会話が出たのを最後に出番が終了。卒業後は短大に進学。
阿部 弘志（あべ ひろし）
声 - 天田真人
ポジションはFW（右ウイング）。
髪は茶色く染めたリーゼント。中学時代は不良で川高入学と同時にサッカーを始めた。薬丸に次ぐナンバー2の俊足の持ち主で、登場初期はヨコナンの１年と揉めたりする場面もあったものの、チームメイトで同学年の島本のプレーに影響を受け自主的に朝練に参加したり素直な性格からくる飲み込みの早さなど、惜しまぬ努力で１年目から途中出場ながら試合に出始めるようになり、冬の高校選手権全国大会からはレギュラーとして定着した。
途中登場の脇役ながら上達過程の細かい描写（公式戦初ゴールでの嬉し涙・鹿児島学院戦でのセンタリング・ゼロ角度シュート・不良であった過去の清算・めぐみとの復縁など）があり、彼を主軸としたエピソードは多い。五郎達の卒業後は副キャプテンとして島本と共にチームを支えた。
高校卒業後の進路予定は働きながらサッカーをするため3部リーグでもいいからと実業団チームを探している模様。
島本 守（しまもと まもる）
声 - 福山潤
ポジションはDF（リベロ）。元中学ベストイレブン。
川高の守りの要であると共に、正確なロングパスや意表を突くオーバーラップで得点にも絡む、川高の頼れるリベロ(入部初期はセンターバック)。
当初は幼馴染で中学サッカー部のチームメイトでもあった不破と共にヨコナンに勧誘され練習に参加していたが、五郎達の伸び伸びとしたサッカーに影響を受けて誘いを断り川高に入学し、この事がきっかけで不破とは険悪な仲になってしまった。1年目から国体選抜メンバー入りや選手権優勝など順調に結果を残し、2年に進級後本格的にリベロとして経験を積み重ねてく姿を見た不破の心境に若干の変化が表れ始めた中、五郎達3年最後の選手権予選決勝目前に毎朝片道2時間をかけて通学する生活を支え続けてくれた最大の理解者でもある母を亡くしてしまい、葬儀の場で学校を中退して働くと決意して家族や五郎達も途方に暮れる中で訃報を聞いて駆けつけ発破をかけた不破の前で涙を流してチーム残留を決意し、決勝戦後に和解した。
性格はいたって純粋で、誰にでも優しい優等生だが頑なな一面もある。同時期に入部しサッカー経験のなかった阿部は島本の性格に多大な影響を受け成長した選手の一人で、後に阿部とのコンビは「薬丸・シンゴの後を継ぐ川高の新黄金コンビ」と評され、五郎から託された背番号10と共に次代の川高をキャプテンとして支えていくことになる。
卒業後の進路は教師を目指し筑波大学に進学予定。
八木 維（やぎ ただし）
ポジションはDF（センターバック）。
中学時代は不良で蕪双の松浦や西崎の後輩。中学の時にケンカが原因で一年留年している（学年的には五郎達の2つ下だが、年齢的には五郎達の1つ下で、阿部や島本と同い年である）。高校進学の際には地元の埼玉を離れ神奈川へ越境入学した。無愛想な性格で初登場時はやや短気な面も見せた。喧嘩慣れをしており、過去の因縁に巻き込まれた阿部の窮地に駆けつけチンピラを軽くいなす場面も見られた。
プレースタイルは長身DFらしくパワーを活かし、前線へのロングフィードや相手のセンタリングをことごとく跳ね返す屈強なDFとして活躍。川高では殆ど自己主張をせず大人しい性格だったが、連載終盤では試合中に集中を切らしそうになった勝彦に声を掛けて息の合った守備の連携を見せたり、大きなミスをしてしまった有本に不器用ながらも檄を入れるなど前述の阿部の件を含め陰からチームを支えた。
松浦とは因縁（後述）があり敵意を抱いているが、実は中学時代はそのプレーに憧れていた。アニメ版では未登場。
有本 渉（ありもと わたる）
声 - 野島健児
ポジションはMF、DF。
ヨコナンの有本監督の息子だが、性格・顔共に似ても似つかない軽い性格。とっつきにくい八木にも気軽に声を掛ける。
厳格な父親に反抗して川高に入学し、期待の戦力として注目を集めるも序盤はサブメンバーとして途中出場が主だった。冬の高校選手権でレギュラーに昇格。
潜在能力はそれなりにあるものの、中学時代までとは比べ物にならない大舞台でプレッシャーに脆い一面も。
田中（たなか）
声 - 下崎紘史
川崎高校サッカー部顧問。
サッカーに関しての知識はほとんどない、いわゆる部成立のための飾りな人。物語中、わずかながら出番もある。
原作では年配の臨時顧問として描かれているが、テレビアニメ版では若い音楽教師として描かれている。
太田（おおた）
声 - 千葉進歩
ポジションはDF。
織田に勧誘されてサッカーを始め、初期川高サッカー部を支えたメンバー。気弱そうだが芯が強いタイプ。粘り強いプレーが得意で五郎達が1年時の全国大会準々決勝の静一戦では1点差に追いつくゴールのきっかけとなった。馬場と仲が良い。3年時にヨコナンの不破にそそのかされ島本との仲が険悪になったが後に誤解だと知り和解した。卒業後は専門学校に進学。五郎達最後の高校選手権決勝を馬場と織田と共にスタンド観戦し、商店街のチームで馬場とサッカーを続けている事と彼女が出来た事を暴露されて織田にいじられていた。
馬場（ばば）
声 - 川田紳司 / OVA：田中一成
ポジションはDF。
織田に勧誘されてサッカーを始め、初期川高サッカー部を支えたメンバー。タラコ唇が特徴で、太田と仲が良い。実家がパン屋を営んでおり、時折サッカー部に差し入れをする事も。
卒業後は実家のパン屋に就職。商店街のチームで太田と共にサッカーを続けている模様。
金子、渡辺、米田
声 - 関根一則（金子） / 久保田創（渡辺） / 谷山紀章（米田）
初期川高サッカー部を支えたメンバーたち。
中でも五郎と同学年で同じ中盤のポジションを務める渡辺はそこそこ出番も多く、最後の高校選手権準決勝で試合終盤にリードして点差を拡げるべく五郎に高校最後のハットトリックのチャンスを狙いに行けと発破をかけたが、結局ゴールには至らなかった。
野本（のもと）
ポジションはMF。
五郎たちが3年時に入学した1年生の一人。中学時代からの有望株。八木や有本より先にレギュラーに定着したが、冬の全国大会では国立競技場の大観衆を前に動揺する場面も見られた。アニメ版では未登場。
松永（まつなが）
ポジションはDF。
五郎たちが3年時に入学した1年生の一人。中学時代からの有望株。八木や有本より先にレギュラーに定着したが、インターハイの蕪双戦ではマッチアップした西崎のフェイントに翻弄された。アニメ版では未登場。

### 横浜南高校（神奈川）
有本（ありもと）
声 - 志村知幸
横浜南高校サッカー部監督。
厳格な人物で、当初は試合で一度ミスをしただけの部員を容赦なく2軍や3軍に落とす鬼監督だった。
2年時の選手権予選敗退後は性格もやや丸くなり、指導者のいない川高サッカー部のため3年時には県のサッカー協会理事としてチーム強化のための練習メニューを与えるなど、憎まれ口を叩きながらも良き理解者となった。息子の渉が川高サッカー部に在籍中。
茅野 鷹志（かやの たかし）
声 - 三木眞一郎 / OVA：塩沢兼人
ポジションはMF（攻撃的MF）、FW（センターフォワード）。
「10年に1人の天才プレーヤー」と評されるヨコナンの中心選手で、3年時にはキャプテンも務めた。右斜め45度からのシュートには絶対の自信を持っており、五郎相手にPA外からゴールを決め、強烈なシュート力で右手を裂傷させる荒業も見せた。
周りに厳しいが自分にも厳しく、天才ともてはやされることにもあまり関心はない（作中で語られる過去にも理由がある）。クールな性格をしているが、他校生の五郎にアドバイスをしたり1年時の静一戦前には対戦相手の綿密な情報を提供したり、「サッカーは何が起こるかわからない」と心理面で後押しするなど面倒見は良い。川高メンバーや中学時代の相棒だった保坂らと共に神奈川県選抜として参戦した国体ではキャプテンとしてチームを牽引。鹿児島の圧倒的なフィジカルを見て焦る五郎を諭し落ち着かせるなどチームの精神的支柱となる。直後に薬丸とシンゴに誘われてオイチョカブに興じたが、実はギャンブルに滅法強いという隠れた才能を持ち周囲を唖然とさせる場面も。国体後は他の3年生達が受験のため部活を引退する中、唯一部に残り、最後の選手権県大会決勝で敗戦して引退するまで勉強と部活の文武両道を見事に両立した。卒業後は早稲田大学へ進学。進学後間もなくユニバーシアードの選抜メンバーに選出され、織田と共に合宿の帰りや大学の練習をサボって川高とヨコナンの試合を観戦するなどその後も何度か登場した。
日比野 慶彦（ひびの よしひこ）
声 - 神奈延年 / OVA：金丸淳一
ポジションはMF（攻撃的MF）、FW。
日比野兄弟の三男で勝彦の双子の兄。当初は嫌味な性格だったが、川高との対戦を通じて変化が生じ、五郎達とも互いの試合を見に来ては互いに切磋琢磨しつつも和やかに会話をするなど善きライバルとなる。茅野の卒業後はキャプテンを務めた。イギリスでのサッカー留学経験があり、兄達譲りの高い技術と洗練されたドリブルセンスの持ち主でそのテクニックは全国でもトップクラス。
高校3年最後の県大会ではこれまで慶彦の弱点でもあった激しいプレスにも負けないように夏場に徹底的に鍛え抜いたフィジカルの強さを見せ、顔つきも精悍さを増してこれまで以上にクレバーな戦い方を展開するようになる。決勝ではプライドを捨てた徹底的な守備と反則を厭わないプレーで川高を苦しめた。
卒業後は尊敬する茅野を慕い早稲田大学へ一般入試を経て合格、推薦で合格となった弟の勝彦と共に入学した。スポーツニュースで双子でのコメントを毎回求められるとうんざり気味に実力を評価してほしいと勝彦と同意し、産まれて初めて双子で意見が一致した。
倉地（くらち）
声 - 望月健一
ポジションはDF。
慶彦や広沢と同級生。1年時のインターハイ予選からレギュラーを手にし、2年時には神奈川県選抜として国体にも出場。国体ではDFで起用されていた五郎と共に最終ラインを支えた。連載初期の川高との練習試合時は2軍の選手で、薬丸たちのシュートをことごとく防いだ実力者でもある。
不破 俊之（ふわ としゆき）
声 - 藤本隆行
ポジションはFW（センターフォワード）。
慶彦らの1学年下。元中学ベストイレブンで、幼馴染の島本とは黄金コンビと呼ばれていた。
高校進学の際には島本が川高へ進学したことを自分への裏切りと思いこみ、島本とコンビを組んでいた阿部もろとも強烈に敵視していたが、後に和解。それ以後はお互いを良きライバルとして見るようになる。1年時はフィジカルやメンタル面で不安定なところも見せたが、2年時の夏合宿を経て苦手だったフィジカル面が大幅に改善されると選手権予選決勝で川高から先制ゴールを決めるなど慶彦と同様に逞しく成長した。
慶彦らが卒業した翌年にはキャプテンに就任。夏のインターハイ予選決勝で島本率いる川高を撃破してチームを全国大会に導いた。
高柳（たかやなぎ）
声 - 小西克幸
ポジションはGK。連載初期のヨコナンのキャプテン。
有本監督への復讐に燃える織田をヨコナン在籍当時から良く知る人物であり、良き理解者である。織田がヨコナンを去る際、唯一それを止めたのも彼だった。川高との練習試合(2軍メンバー主体で途中から慶彦と茅野が出場)を経て興味をもった五郎にも幾度となく声をかけ時折アドバイスをするなど面倒見も良い。3年のインターハイ後に受験勉強に専念するために引退し、織田の「打倒ヨコナン」にかける思いの行く末を一人の観客として見守った。
前田（まえだ）
声 - 川田紳司
ポジションはFW。
茅野と同級生で、五郎たちが1年時からヨコナンのレギュラー。3年のインターハイ後に受験勉強に専念するために引退。
広沢（ひろさわ）
声 - 千葉進歩
ポジションはDF（ストッパー）。
慶彦や倉地と同級生。入部当初は超有望株だったが、不真面目な性格と練習嫌いが有本に嫌われ四軍に落とされていたが、打倒川高に向けて五郎達が2年時の選手権予選直前に1軍に昇格しレギュラー入りを果たすと要所要所で活躍し、3年時以降は不真面目な様子も見られなくなった。肥満体型ながら一瞬でトップスピードに入る瞬発力とキック力を誇り、ゴール前での競り合いでは体格を生かしファールすれすれのプレーで相手の攻撃を封じる。
後藤（ごとう）
ポジションはGK。
慶彦らの2学年下。連載中最後の川高対ヨコナン戦で1年生ながら正キーパーを務める。
威勢と元気が良い豪胆な性格。指を負傷後も出場し続ける根性で川高イレブンを威圧した。ハンドスローは70m近くもの距離を飛ばす怪力の持ち主でもある。ヨコナンに進学した理由は「弱いところが強いところをやっつけたいから」と答え、それを聞いた茅野と織田を苦笑させた。

### 他の神奈川県勢
島原 誠（しまばら まこと）
声 - 千葉一伸
瀬谷二高校主将。ポジションはFW（右ウイング）。身長176cm / 体重62kg。
五郎達の一つ年上。薬丸に競り勝つほどの快速ウイングでセンタリングの名手。得意技は0度からのセンタリング。
瀬谷二高は島原のワンマンチームで、監督もマネージャーもいないため、島原が雑用からチームメイトのフォローまで行う。国体編では保坂の影に隠れ殆ど活躍が出来ず、迎えた決勝では試合中に捻挫してしまい途中交代。最後の選手権予選も負傷の影響で試合には出場せずに敗退してしまった。
大伴（おおとも）
声 - 長谷部浩一
瀬谷二高所属。ポジションはFW（センターフォワード）。
島原とは同い年だが、一年留年しており、退学寸前だったのを島原の懇願でサッカー部に入部。
気性が荒く、チームメイトの弁当も奪う大食い。大柄な体格を生かしたヘディングが得意で、石頭で壁を壊すようにパワーに優れるが、勝彦とは相性が悪くゴールが割れなかった。しかし、川高との敗戦後には悔しがりながらも来年こそ勝とうと練習に向かうなど、前向きな気質の憎めない性格。真美という彼女がいる。国体編では五郎と共にDF(サイドバック)を務めた。最後の選手権予選は国体決勝で負傷した島原が欠場中だったため途中敗退。学年は2年生ではあるものの、上記の通り留年しているためそのまま高校サッカーを引退。
黒崎 享（くろさき とおる）
茅ヶ崎商工所属。ポジションはGK。南海の虎と称され、褐色の肌が特徴。
中学時代にベストイレブンで織田和仁もその名を知っていた。初登場時は28試合無失点と一つのトーナメントで3つのPK戦を制し、後述の国体編でも神奈川選抜に抜擢されている実力者。父親が暴力団関係者で、抗争事件にサッカー部員が巻き込まれた事をキッカケに、高知から母親の実家の茅ヶ崎に移り住んだ。初登場時は相手を必要以上に挑発したり、吉川以外のチームメイトを信頼しないなど攻撃的な一面が見られたが、五郎達との試合を経て周囲との関係も改善されていく。
国体編では神奈川選抜の正キーパーとして堅実な守備を披露し、時に天然な発言や行動でチームを和ませたりしながら決勝まで1失点で勝ち上がる活躍を見せたが、決勝戦の試合序盤で鹿児島の選手の強烈なシュートを防ぐも受身が取れずに腕を骨折してしまい、途中交代を余儀無くされた。怪我の影響で冬の選手権予選も欠場しチームも敗退。川高とヨコナンの県予選決勝を共に観戦していた島原達に俺はまだ来年があるからと話していたが、これ以降は黒崎も茅ヶ商も出番はなかった。
吉川 晃一（きっかわ こういち）
茅ヶ崎商工所属。ポジションはMF。
何かと孤立しがちな黒崎を慕って常に行動を共にしている。強風を味方につけ大きくボールの軌道を変化させるフリーキックや五郎の裏をかいて決めたPKを含め黒崎からの指示を忠実に実行できるなど何気に技術が高い。
初登場時は茅ヶ商に偵察に来た五郎達に喧嘩を売ったり短気な一面を見せたが、川高との試合後は黒崎が心の底から対決を楽しんでいた事を五郎に感謝した。翌年は国体メンバー候補から選出される事もなく、川高とヨコナンの選手権予選決勝を黒崎や島原達と観戦したのを最後に登場はなくなった。
奥村 保夫（おくむら やすお）
小田原商業高所属。ポジションはFW。身長167cm / 体重55kg。
五郎達の一つ年下。小柄で美形。普段は無口で気弱だが、兄の喝で強くなる。山奥の暮らしで、兄と二人でサッカーをしていたためにFWとGK両方が出来るため、幹夫とのゴール前の守備の連携は抜群。
薬丸には劣るが俊足で山奥暮らしで獲得したスタミナもある。兄の幹夫曰く「100m1本は平凡なタイムだけど100m100本なら保夫に叶う奴はいない」と後半20分過ぎから必ず得点を入れるデータまである。また、ヨコナン戦でヘディングシュートのミスを咄嗟の判断で膝で押し込むなど非凡なシュートセンスを持つ。アニメ版では未登場。
奥村 幹夫（おくむら みきお）
小田原商業高所属。ポジションはGK。身長180cm / 体重110kg。
弟の保夫とポジションを交代してFWを務めることもある。保夫とは双子だが、二卵性で全く似てない大柄の肥満体型。
強力なキック力を持ち、インターハイ予選決勝で川高相手にセンターサークル付近からのロングシュートを決めている。何かと気弱になりがちな保夫を優しく見守り強く信頼している。アニメ版では未登場。
保坂 一範（ほさか かずのり）
朝日高校所属。ポジションはMF（攻撃的MFまたは両サイド）。
国体編の神奈川選抜選考会で初登場。類稀なパスセンスと視野の広さを持つ天才パサーで、ヨコナンの茅野とは中学時代のチームメイトであった。しかし腎臓病を患っているため、トップクラスの試合でフル出場することはできない。
国体に臨む神奈川選抜に制限時間付きでの出場を許可されて参加したものの、試合を重ねる毎に体調が悪化して決勝で遂に倒れてしまい救急搬送を余儀なくされてしまうが、大会を通してスーパーサブとして局地的な出場となったにもかかわらず大会アシスト王という観戦していた人達の記憶に残る活躍を見せた。茅野が天才ともてはやされることに興味がない原因となる人物でもある（茅野曰く「俺がエースストライカーとなれたのは、常にあいつのパスがあったからこそ」）。アニメ版では未登場。
舟木（ふなき）
足柄高校所属。ポジションはMF。茅野や保坂と同学年。国体編にて神奈川選抜のメンバーとして登場。決勝前夜にチームメイトとの花火を楽しんだり優勝後に涙する描写があったが、以降は登場なし。
西村（にしむら）
小田原高校所属。ポジションはDF(サイドバック)。茅野や保坂と同学年。国体編にて神奈川選抜のメンバーとして登場。舟木と同様に出番も少なく、国体以降は登場なし。

### 静岡一高（静岡）
明智 紀之（あけち のりゆき）
声 - 櫻井孝宏
ポジションはMF（攻撃的MF）。静一の文字通り司令塔で五郎達と同い年。
頭脳明晰、IQ190の秀才で、常に冷静沈着のように見えるが実は短気。セットプレーの場面では状況に応じた攻撃パターンを瞬時に判断してブロックサインを使って味方に伝達する。ノートパソコンを常に持参し敵チームのデータ収集に余念がないがやや堅物で几帳面なところがあり、失点や戦術ミスに加入初期の沢村の戦術を無視した行動など予想外の状況に対応しきれない場面も見られた。最初は反りの合わなかった沢村とは後に相互理解を深め互いを尊重してプレーをするようになり、名コンビとして静一の攻撃陣を牽引していく。登場初期は五郎達を格下扱いしたりする場面もあったが、後にいいライバルとして切磋琢磨し合うようになる。暮林達の卒業後はキャプテンに就任し、周囲から戦力が落ちたと揶揄されながらも戦術面で見事にカバーしインターハイ優勝や高校選手権でベスト4に導くなど活躍。卒業後は筑波大学に進学し、キャプテンの織田に日々戦術論を説いては嫌がられる姿が日常化している。
暮林 哲郎（くればやし てつお）
声 - 谷山紀章
ポジションはFW（センターフォワード）。静一のエースストライカーで超高校級のスタープレイヤー。明智、池永の一年上。
五郎達が1年から2年時にかけて茅野と並んで川高の前に立ちはだかった強敵の一人。トラップしてから反転してシュートするタイミングが速く、南米の選手のようなターンキックやボレーシュートを得意としている。当初は日本一の激戦区である静岡代表としてのプライドから川高を軽んじていたが、後に実力を認め、王者としての誇りを賭けて立ちはだかる。挫折に脆いチームを建て直したり、敗色濃厚な場面で選手を鼓舞するなど強烈なキャプテンシーも持ち合わせている。卒業後は日本リーグのヤマハに入団。翌年に川高のシンゴが入団してきた際に2軍寮の隣のアパートの管理人には注意しろとアドバイスを送る。
池永（いけなが）
声 - 福山潤
ポジションはGK。幼少の頃から天才GKと言われ続け将来を嘱望されてきたエリート。
身長・判断力・キック力・セービング技術など、どこを取っても非の打ち所のない理想的な選手で、実力的にも高校ナンバーワンキーパーと称される鹿児島学院の九鬼に匹敵する名手。劣勢の状況で五郎や蕪双の松浦といった強力なストライカーのシュートを何度も防ぎ、幾度と無くチームの窮地を救ってきた。卒業後は明智と共に筑波大学に進学。進学後日々織田に戦術論を説く明智の姿に「いい奴なんだけどなぁ」と呆れる描写が見られた。
沢村 健人（さわむら けんと）
声 - 笹沼晃
ポジションはDF（リベロ）。父が日本人で母がオランダ人のハーフ。
個人技のレベルが非常に高く、川高との初対戦ではほぼ1人の力で2点を奪った。そのプレースタイルから和製フリットと呼ばれる。暮林に負けるとも劣らない技術の持ち主で、ドリブル突破やタッチラインギリギリの0角度から放つシュートなどを得意としている。
海外生活が長かったこともあってか上下関係には疎く、2年先輩の暮林のことをテツオと呼び捨てにしているなど奔放な一面も多かったものの、暮林はそんな沢村を咎めつつも期待しており五郎に「期待できる1年がはいった」と自慢するほどだったが、その一方で明智との折り合いは最悪といえるほど酷かった。しかし選手としてはお互い尊敬していた事もあり徐々に打ち解けていく。翌年からは2年生ながら静一のエースとして背番号10を着用し明智との名コンビでチームをインターハイ優勝に導くも、選手権では準決勝で蕪双に破れてしまい、明智や池永の引退が決まると二人がいなくなる事に酷く悲しむ描写もあった。
明智と池永の卒業後、静一と成京の2強時代をキャプテンとしてチームを牽引するも、全国大会では組織力とチームワークで勝る成京の牙城を崩す事が出来ず夏と冬の2冠を逃した。
岡本（おかもと）
声 - 小西克幸
ポジションはFW。
チーム1の俊足の持ち主（100mラップは10秒2）で日本陸連から勧誘を受けたこともある。
異名は"静一の韋駄天"。五郎達が1年時の対戦では俊足を活かしたドリブルで川高を苦しめたが、この試合終盤には「俺のドリブルはベン・ジョンソンより早い」と息巻く薬丸に振り切られる場面も見られた。
井上（いのうえ）
声 - 三宅健太
ポジションはDF。
神出鬼没なサイドバック。守備範囲が広く相手の攻撃の目を摘み取ることに長ける一方で、攻撃にも積極的に加わる。最初の川高と静一の対決では川高は暮林の突破を警戒するあまり、彼の得点を許した。
高槻（たかつき）
ポジションはMF。暮林が2年時の静一のキャプテン。
常に冷静沈着で、プレーが上手くいかずに熱くなりがちだった登場初期の暮林を諫めて落ち着かせたりなどの描写が見られた。

### 星城学園（東京都）
石原 丈太郎（いしはら じょうたろう）
声 - 三宅健太
星城学園のエース。ポジションはFW、MF（攻撃的MF）。
モデル並のルックスを持つ選手で、初登場時には茅野と並ぶ実力者として描かれていた。
また、テニスの実力も全国レベルで、五郎たちが1年次のインターハイではテニスとサッカーを掛け持ちしていたほど。
林田（はやしだ）
「星城学園」所属で石原の1年下。ポジションはMF（攻撃的MF）。
星城のNO,2と称される選手。日比野勝彦とはブラジル留学時代に一緒にプレーした仲。
その縁で五郎達が1年時の夏に川高と練習試合を行うが0-6で完敗するなど、噛ませ犬的存在である。

### 浪速食品加工産業高校（大阪府）
藤井正美（ふじいまさみ）
声 - 久保田創
ポジションはDF。
藤井兄弟の長男。リーゼント頭で小柄な体躯だが礼儀正しく、初登場時には年下の五郎達に敬語を使うほど。向上心が強く「一人一人はダメでも頑張れば自分たちでも上を目指せる」とチームを結束させる。
藤井恒美（ふじいつねみ）
声 - 望月健一
ポジションはGK。
藤井兄弟の次男。大柄な体格だが気が弱く、兄の正美から叱咤されている。また何故か試合中でもサングラスをかけているのが特徴である。国体編で拓美のなだめ役として再登場した。
藤井拓美（ふじいたくみ）
ポジションはFW。
藤井兄弟の末っ子。気が強くラフプレイの常習者であることから「マッドドッグ（狂犬）」と呼ばれている。国体編で初登場し、長男の正美を破った五郎達との対戦を熱望していたが、その後は対戦することはなかった。アニメ版では未登場。

### 鹿児島学院（鹿児島）
蘇我 はじめ（そが はじめ）
声 - 藤本隆行
ポジションはFW、MF。鹿児学のエースストライカー、身体能力を活かした迫力あるドリブル突破と豪快なヘディングシュートを得意とし、黒いミサイルと呼ばれた。
校風の厳格さからか、クールな性格をしているが、それが決定的な場面における消極的なプレーとなって現れている面もある。しかし、内に熱い物を秘めている。卒業後は付属大学に進学し、実家の寺を継ぐ予定である。
九鬼 一平（くき いっぺい）
声 - 永野広一
ポジションはGK。身長190cm / 体重80kg。
厳格な鹿児学において、唯一異端児とも言える感情的な性格の持ち主であるが、チームの雰囲気が落ちた時に一転させる存在で、時に大胆なプレーもする。川高や静一のメンバーにも話しかける気さくさを持ち、蘇我とも付き合いが長い。
長身に加えて驚異的な手足の長さを誇り、最高到達点が350センチに及び、ゴール前のセットプレーをほとんど封じてしまう。静一の池永と並んで全国トップクラスのGKである。国体編では、バレーボールに出場して未登場だった。
卒業後は順天堂大学に進学し、蕪双の西崎との喧嘩が名物になるも後に良い飲み仲間になる。
須佐見（すさみ）
声 - 関根一則
ポジションはMF。
蘇我たちの一つ上で国体編では登場せず（剣道に出場）全国大会から登場した。
剣道で日本一を取った抜き胴という技でシンゴを抜き去る実力者。高校生には見えない老け顔。

### 成京高校（愛知）
沢渡 明（さわたり あきら）
声 - 小西克幸
成京高校サッカー部監督。元日本代表選手。
理論派タイプで、いつも冷静沈着でクール。蕪双の堂島監督とは正反対の性格である。
的場達の入学とほぼ同時期に新設した成京サッカー部の監督に就任する。組織的なプレーや洗練されたパスサッカーを浸透させ、就任2年目にしてインターハイと高校選手権にチームを導きベスト4入り。五郎達が卒業した翌年にはインターハイと高校選手権を制し2冠を達成するなど短期間で強豪校への道筋を作り上げた。
その卓越した指導は成京の選手達だけでなく、日本サッカー界全体の未来を考える立場の指導者として将来有望な選手にはライバル校であろうとアドバイスをする稀有な人物でもある。高校選手権準決勝で成京を撃破した川高の五郎にも決勝前に土と芝のピッチコンディションの違いによるシュートの質についてビデオの映像を交えながら説明し、五郎の更なるステップアップを促した。
選手権終了後には大会優秀選手で編成された日本高校選抜の監督を務める。
的場 圭一（まとば けいいち）
声 - 谷山紀章
ポジションはMF（攻撃的MF）。身長174cm / 体重65kg。
五郎達3年夏のインターハイから登場。非常に高い技術を持つ成京高校の絶対的エースであり、遠近距離を問わずゴールを狙える正確無比なフリーキックは2年生にして高校サッカー界ナンバー1との呼び声が高く、本人も「フリーキック一本で海外に乗り込む」という野心があり、海外からスカウトを受けている五郎にライバル心を抱いている。
性格は自己中心的で傲慢なためチームでは度々衝突を起こし敬遠される事も多いが、実力は認められている。2度に渡る川高との戦いを経て少しずつ仲間と打ち解けていった。
元サッカー選手で日本代表GKだった父との関係は悪く、現役引退後に生活面で苦労している姿を一方的に嫌悪して避けており(五輪出場を逃したのは父のミスのせいだと友人に責められたのも原因)、軽んじるような発言をしている。
初出場となった高校選手権では準々決勝で鹿児島学院と対戦し、キーパーの九鬼をフリーキックで翻弄し撃破。準決勝では川高相手に角度のない上に距離のある位置からフリーキックを決める活躍を見せるも試合終盤に膝を怪我してしまい敗戦。試合後は負傷に落胆していたが、現役時代に同じく膝を怪我して長年治療と向き合ってきた父の見立てでリハビリを行えば復帰には問題ないと判断され事なきを得るも、直後に膝の筋力不足を指摘され肉体強化を提案されると監督からの助言もあり、膝をケアする姿を見て心の中では父をサッカー選手として認めている描写も見られた。その後は父と共に決勝戦を観戦しながら筋力トレーニングに励んだ。五郎達が卒業した翌年はインターハイと選手権で2冠達成の原動力となる。
作中の食事シーンではコロッケばかり食べている（チームメイト曰く「味音痴で、コロッケ一つで丼飯を食べられる」）。またファッションセンスも壊滅的なため、服や練習着などの着こなしも無頓着である。キャラクターとしてのモデルは元巨人の桑田真澄。
サミュエル・ロッシ
ポジションはMF（攻撃的MF）。
イタリアからの留学生。相手を巧みなドリブルやヒールキックで翻弄するテクニシャンとして活躍した。沢渡は記者に「イタリアではこれくらいのレベルの選手は大勢いる、残念ながらそういうことだ」と、イタリアで抜きん出た存在でない選手が簡単に活躍出来てしまう日本サッカー界のレベルを説いた。
高校選手権準決勝で対戦した川高戦でもいきなり先取点を決めるなど実力を発揮するも、僅差で敗戦して涙を流した。試合終了間際には高校最後のハットトリックのチャンスを狙った五郎のシュートを足先で辛うじて阻み、意地を見せた。
新田 智之（にった ともゆき）
声 - 川田紳司
ポジションはFWで、学年は的場の一つ下。
胴長短足の独特の体型を活かした低い重心のおかげで、常に安定した体勢でドリブルやシュートができる利点を持つ。
川高と初めて対戦した夏合宿時にプレースタイルや佇まいでとても高校1年とは思えない貫禄を見せた。試合後に新田が年上じゃなく同じ1年だと知った川高の1年生部員が驚愕する描写がある。高校選手権ではベスト8で激突した鹿児島学院の九鬼から技ありのゴールで先制しチームに勢いを促した。続く川高との準決勝では負傷した的場の様子に真っ先に気が付くなど視野の広さも見せる。
短足を指摘されてもネタにしたり、あっさりと情報を教えたりする気さくな性格。
的場の父
的場圭一の父親。元日本代表GKとして沢渡監督や蕪双の堂島監督と同時期に名を馳せた人物であったが、怪我で引退後は小さな工場を営む。穏やかな性格で息子の活躍を誰よりも願っている。
成京サッカー部の正式なトレーナーではないものの時折チームに出入りして部員達へのマッサージやケアなどをして選手達から慕われているが、息子の圭一からは毛嫌いされている。２年時の選手権準決勝で膝を負傷して落ち込んでいた圭一を励ましアドバイスをしながら二人三脚でのリハビリに根気良く向き合った。

### 蕪双高校（埼玉）
堂島 譲二（どうじま じょうじ）
声 - 三宅健太
元日本代表のGKで、現在の蕪双サッカー部監督。成京の的場の父とは日本代表時代のライバルだった。
豪快な性格で、体育会系が服着て歩いているような人物。上下関係に厳しく松浦や西崎すら頭が上がらないほどである。グラウンドに一礼する事を忘れた他校生の五郎達を叱り飛ばす場面もあった。若い頃に体罰に近いシゴキを受けてきた経験もあるため松浦とタイマンで殴りあいをしても普通に勝ってしまうほどの腕っぷしを持つ。
松浦の類稀なる才能に惚れ込んで全国を目指し、熱心な練習への勧誘（喧嘩やラブホテル、シンナーやタバコの最中に呼びかけるが、怒らずに終わるまで待った）を行ったほどである。
その松浦が高校卒業後もサッカーを続けると知ると、感極まって涙する場面も見られた。
津野 まさはる（つの まさはる）
声 - 遠近孝一
ポジションはDF。
蕪双のキャプテンで、攻守の要。素行不良な蕪双サッカー部内において、貴重な常識人で八木の松浦に対する誤解を解いた人物。2年間の公式試合出場停止によって部の存続が危ぶまれる中、再起を信じてサッカー部を支え続けた。ある事件以来、松浦や西崎に一目を置かれチームでは監督以外で彼らに指示を出せる唯一の人物。中学の頃から松浦の実力に魅了され共に成長した松浦ファンでもある。
プレースタイルは安定感のある堅実なタイプで、スイーパーやボランチ役をこなし蕪双守備陣をリードすると共に攻撃参加も行い、松浦や西崎を絶妙にサポートする。また、川崎攻撃陣のシュートの癖を見抜きGKにシュートコースの指示を与えるなど観察眼も優れたものがある。卒業後は西崎と共に順天堂大学へ進学。
松浦 猛（まつうら たけし）
声 - 望月健一
ポジションはFW。身長180cm / 体重75kg。
不良っぽくいかつい風貌が特徴で、蕪双の2年間公式試合出場停止の原因となった。
屈強な身体を生かした強引なプレーが目立つが、足元のボールテクニックにも優れ、静一戦では沢村と池永二人を手玉に取るなどフォワードとしての才能は静一の暮林やヨコナンの茅野にも引けを取らない。
また、勝負勘に優れ、試合展開を読んでディフェンスに回るポジションに囚われない動き、相手の弱点を瞬時に見抜きそれを鋭く突く狡猾さなど、性格や風貌に反してサッカーに関しては頭脳的な一面もある。
五郎や暮林をも上回るシュート力の持ち主で、インターハイで対戦した川高のキーパー勝彦に始めて恐怖を感じさせたほど。
傑出した得点能力の持ち主で、味方のサポート無しに単独でゴールを決める事が出来る。川高とは2戦して2度ともハットトリックを決め、高校選手権では得点王に輝いた。当初は「サッカーは高校まで」としていたが、卒業後は堂島の古巣のヤンマーに入団。最終巻の巻末で入団3年目にしてチームのエース格として活躍している様子が語られた。
西崎 裕二（にしざき ゆうじ）
声 - 福島潤
ポジションはFW。身長182cm / 体重70kg。
金髪でリーゼントと、いかにも不良な格好をしている。「ドリブル特攻隊」と呼ばれたほどの俊足を持ち、長身と体躯にも恵まれており、松浦とのコンビで川高を再三のピンチに追い込んだ。
松浦とは常に行動を共にしているが、天才肌の松浦を冷静に見ている面もある。卒業後は津野と共に順天堂大学へ進学し、同じ進学先にいた鹿児学の九鬼とは些細な事で喧嘩ばかりしてるものの、後にいい飲み仲間となる。

### その他
五郎の母
声 - 松下美由紀 / OVA：青羽美代子
五郎の母親。父親よりも出番が多く、団地住まいで狭い家の掃除をしながら身体の大きい五郎に愚痴をこぼす場面がある。高校入学当初は五郎の活躍を話半分で家事をしながら聞き流していたが、1年時の冬の高校選手権でテレビに映った五郎を見て驚く姿を見せた。五郎の高校最後の選手権決勝当日に産気付いて五郎の父と共に病院へ。優勝直後に二人目の子供・美優を出産した。
渚の母
声 - 佐久間紅美 / OVA：川浪葉子
日比野 辰彦（ひびの たつひこ）
声 - 千葉進歩
日比野真彦、勝彦、慶彦の長兄。西ドイツ・ブンデスリーガの1.FCケルンに所属する日本人プロ第1号選手。
国体前の合宿にミュラーと共に特別コーチとして参加。高校に上がるまでまともな指導を受けてこなかった五郎の素質を見抜き高く評価している。高校2年時からドイツ留学へ熱心に勧誘をしており、五郎が3年時の高校選手権決勝にはケルンのスカウトを連れて観戦に訪れた。ポジションは不明。
日比野 真彦（ひびの まさひこ）
声 - 遠近孝一
日比野勝彦、慶彦の次兄。日本サッカーリーグ1部の読売クラブ所属。
一癖ある弟達に比べ、わりと社交的な性格。ポジションは不明。
フリッツ・ミュラー
西ドイツのブンデスリーガの1.FCケルン所属の世界的スタープレーヤー。
日比野辰彦（日比野勝彦、慶彦の長兄）の紹介で訪日し、国体神奈川県選抜の特別コーチを引き受けた。その際、五郎には体の柔軟性に欠ける欠点があることを知り、特別な練習メニューを課すなど厳しい態度で接する。実は五郎の才能を評価しており、後に五郎が才能を開花させるとブンデスリーガへ勧誘した。アニメ版では未登場。
伊藤ミノル（いとう ミノル）
五郎達が2年時の国体編で対戦した秋田県選抜の選手。西芽農業高校（秋田県）所属。小柄な体格ながら小回りの効いた俊敏な動きとジャンプ力で五郎達の神奈川県選抜を翻弄した。なお連載当時の週刊少年マガジンでは伊藤実という漫画家が連載作品を持っていた。
園川 めぐみ（そのかわ めぐみ）
阿部の中学時代の彼女で元ヤンキー。阿部が川高サッカー部で頑張る姿を見て復縁したが、阿部の活躍が気に入らない不良の先輩から阿部ともども絡まれるなど不遇な時期もあったものの、騒動を経て阿部との繋がりは一層強くなった。その後は川高の生徒ではないが五郎達が3年時の夏合宿の際に部員の多いサッカー部のマネージャー業務を手伝ったりなど何かと川高サッカー部と縁がある。夏合宿の激務を経て渚と仲良くなった。
久志（ひさし）
八木の一つ年上で幼馴染。松浦と同級生でイジメられっ子。
KS工業と言う松浦とは別の学校に進みサッカー部へ入部。蕪双高校との練習試合で死亡した。これが原因で蕪双高校は対外試合禁止処分となった。

小泉ヨシキ（こいずみ ヨシキ）
五郎達が3年時の高校選手権で対戦した米護高校（鳥取県）の選手でポジションはMF。
前回優勝校の川高との対戦に先輩達が怖気づく中、気後れせずに果敢に勝負を挑む。
杉田 克平（すぎた かっぺい）
五郎達が3年時の高校選手権で対戦した宇和島西高校（愛媛県）の選手でポジションはFW。
離島で生まれ育った純朴な性格の持ち主。身長180cm体重110kgと選手としては鈍重だが五郎と腕相撲で互角に渡り合う筋力とパワーが特徴。川高との対戦を通じて阿部のことをライバルと認めている。
宮原（みやはら）
五郎達が3年時の高校選手権で対戦した国東高校（長崎県）の選手でポジションはMF。
2年前の高校選手権では準優勝した経験もある強豪チームのキャプテン。打倒川高と意気込むも完敗を喫するが、試合中の五郎との交錯時に怪我をせずに済んだ事を感謝し、涙をみせずにあっけらかんとした態度でピッチを去っていった。

## 用語
私立川崎高校
本作の主な舞台となる神奈川県川崎市の高校。文武両道の名門である県立横浜南高校と川向いにありながら、その学力レベルは天と地の差があり、「ドテ高」と揶揄されている。サッカー部は数年前まで廃部状態だったが、ヨコナンから転入した織田がチームの基礎を作り、五郎や薬丸や佐藤の加入により全国区のチームに変貌した。織田によればヨコナンより在学する女子の人数が多く、学食のレパートリーも豊富である。俗に言うヤンキーの生徒が数多く在学している。
県立横浜南高校
文武両道を標榜する神奈川県横浜市の高校。通称「ヨコナン」。サッカー部は全国有数の強豪であり部員数は100名を超える大所帯。県予選では川高の最大のライバルとなり、両高の戦いは多くの名勝負を生み出した。サッカー部は有本監督のスパルタ指導で知られていたが、川高の台頭によってそれまでの指導法だけでは対抗できず後に選手の自主性に任せるようになった。
なお、横浜市立南高等学校（横浜市港南区）という高校が実在するが、通称は「ナンコウ」であり微妙に異なる。自由な校風でありスポーツが比較的盛んな公立高校であるが、横浜市の西部にあり、川崎市と川一本を隔てた立地にはない。
静岡一高
サッカー王国と言われる激戦区・静岡県の代表で、全国優勝の経験も豊富な名門。監督や顧問の姿は作品中では登場せず、女子マネージャーはレギュラーに一人ずつ付き添っている。超高校級ストライカーの暮林たちの活躍で高校選手権で2連覇をしたが、彼らの卒業後の明智らの世代はインターハイで優勝したが選手も小粒と言われ、次の沢村の世代は高校サッカー界で成京と2強を形成するが、沢村のワンマンチームとなっている。
星城学園高校
東京都の超エリート学校。部員のほとんどが医者や会社社長の子息であり、初登場時には貧乏私立校の川高と対比されて描かれている。全国大会の常連校で五郎達が1年時のインターハイと高校選手権ではベスト4進出を果たした。テクニックに優れる反面、接触プレーに弱く大柄な五郎を要する川高に練習試合で完敗したり、同校を中心にした東京都選抜が2年時の国体編ではパワー主体の鹿児島県選抜に苦戦する姿が描かれた。
浪速食品加工産業高校
大阪府の高校。五郎達が1年時の高校選手権では大阪府予選で強豪の北躍高校を破って初出場を果たした。見た目はいかにも不良な選手ばかりだが、根は優しい。部員のほとんどが血縁者という特性を生かし「隊列」や「数珠繋ぎのパス」や「つるべ打ちのパス」といった独特なチームプレーで相手を翻弄する。
鹿児島学院高校
鹿児島県の仏教系の高校。サッカー部員は黒のユニフォームを身に纏い、部員全員が坊主頭と大学生ほどの身長と体格を誇り、練習の一環として座禅で精神統一を図ったり、試合会場から下宿まで走って往復するなど、驚異的なスタミナを持つ。ゴール前に堅固なゾーンディフェンスを敷き、それを突破する事は非常に困難である。サッカーも精神鍛錬の一環という位置付けのため、「ガッツポーズ禁止」という厳格な高校でもある。
成京高校
愛知県に新設された新進気鋭の高校。元日本代表の沢渡監督の掲げる理論的な指導の下で急激に頭角を現し、創部わずか2年で全国大会出場という、川高以上のハイペースでのし上がってきた。その背景のせいか、部員には3年生がおらず、1・2年生しかいない。高校、大学が付属で持ち上がりのため、高校で基礎、大学で技術を磨き、世界レベルのシニア選手を生む事を目的としているため、パスワークとフォーメーションを徹底しているが、試合は選手に任せる自主性や自由を与えている。余談だが、国体編で成京大が鹿児島と練習試合を組んでいる。五郎達の卒業後の高校サッカー界では静一と2強を形成する。
蕪双高校
かつての高校サッカーの強豪だった埼玉県の高校。高校自体は不良ばかり集まる、いわゆる吹き溜まり。2年間の公式試合出場停止を受けた後のインターハイでは、川高を破りベスト4進出の快挙を成し遂げた。しかし準決勝の鹿児島学院戦の前半5分で乱闘を起こし、松浦、西崎が退場し惨敗するという型破りな高校でもある。
全国中学ベストイレブン
中学生年代のサッカー選手を対象とした賞、または選抜チームに類するもの。川高の織田や島本、茅ヶ崎の黒崎たちが選ばれた経験がある。作中では大会の優秀選手を指すのか、選抜チームを指すのか、トレセンのようなものなのかは一切明らかとなってはいない。
ガード
ディフェンス用語で言う「マーク」を指している言葉。
フィールダー
GKを除くFW、MF、DFの総称であるフィールドプレーヤーを指している言葉。
ゾーンディフェンス
鹿児島学院が得意とする戦術。ゴール前に大柄の選手を集めてゾーンを敷き、相手の攻撃をことごとく跳ね返す。作中で描写されているプレーは、サッカー用語の守備ブロックに近い。

## テレビアニメ版
2001年5月10日から2002年1月31日までアニマックスにおいて放送。全39話。五郎らの高校1年時までは原作に準じた内容だが、2年時以降はイタリア・セリエA所属のペル・アントニオなる人物が登場し、国体編を省略。高校選手権終了後に五郎らを中心としたU-20サッカー日本代表が結成され「イタリアユースカップ」に出場、同地で伊藤渚と織田由樹子が五郎をめぐって恋愛バトルを展開。3年時は川高と蕪双の因縁の対決が描かれるも成京高校は夏合宿のみの登場となり、五郎がドイツではなくイタリアに旅立つところで物語を終えるなど、オリジナル要素が色濃くなっている。

### オリジナル登場人物（テレビアニメ）
田村（たむら）
声 - 久保田創
吉田（よしだ）
声 - 天田真人
木村（きむら）
声 - 柴田創一郎
ペル・アントニオ
声 - 細井治
日比野辰彦と同じクラブに在籍するセリエAのスター選手。原作におけるフリッツ・ミュラーにあたり、国体合宿の際に五郎に別メニューを課して選手としての覚醒を促す。マストロヤンニ親子とも旧知の間柄であり、和解に一役買った。
フィオ・マストロヤンニ
声 - 天田真人（少年時代：今井麻美）
U-20イタリア代表のエースで「イタリアの若き皇帝」と呼ばれる。高い個人能力を持つがワンマンプレーが目立つため、チームメイトの不評を買っている。ある事件を切っ掛けに父親のパオロのことを嫌っている。
パオロ・マストロヤンニ
声 - 大西健晴
元サッカー選手でありフィオの父親。ある事件を切っ掛けにフィオとは不仲となった。
ジャン・トレゾール
声 - 鈴村健一
U-20フランス代表のエース。「ナポレオン」の異名を持つ。
アナウンサー
声 - 小西克幸、永野広一、宮田浩徳
主審
声 - 近田和生

### スタッフ（テレビアニメ）
- 監督 - 奥田誠治
- シリーズ構成 - 小山高生
- キャラクターデザイン - とみながまり、新井豊
- 美術監督 - 宮前光春
- 色彩設定 - 梅田祐樹
- 撮影監督 - 小西一廣
- 編集 - 小峰博美
- 音楽 - 坂本昌之
- 音響監督 - 渡辺淳
- プロデューサー - 平瀬清範、田村浩一
- 制作プロデューサー - 増田光弘
- 製作 - 葦プロダクション、アニマックスブロードキャスト・ジャパン

### 主題歌（テレビアニメ）
オープニングテーマ「大好きなシューズ」
作詞 - 大森祥子 / 作曲 - 浅田直 / 編曲 - 坂本昌之 / 歌 - 樋口智恵子
エンディングテーマ「Deary」
作詞 - 大森祥子 / 作曲 - 浅田直 / 編曲 - 坂本昌之 / 歌 - 樋口智恵子

### 各話リスト（テレビアニメ）
| 話数 | サブタイトル         | 脚本     | 絵コンテ         | 演出             | 作画監督   |
| ---- | -------------------- | -------- | ---------------- | ---------------- | ---------- |
| 1    | 運命のオフサイド     | 小山高生 | 奥田誠治         | 山崎茂           | 新井豊     |
| 2    | PK百本セーブ         | 小山高生 | 奥田誠治         | 上野史博         | 寺沢伸介   |
| 3    | ライバル初対決!      | 小山高生 | 菊池一仁         | 大庭秀昭         | 水野知己   |
| 4    | インターハイ予選開始 | 細井能道 | まつもとよしひさ | まつもとよしひさ | 佐藤多恵子 |
| 5    | 激闘インターハイ予選 | 山田健一 | 藤原良二         | 木宮茂           | 渡辺和夫   |
| 6    | ロスタイムの攻防     | 彩乃小路 | 奥田誠治         | 加藤茂           | 加藤茂     |
| 7    | ストライカー誕生     | 堀井明子 | 菊池一仁         | 山崎茂           | 新井豊     |
| 8    | 冬の選手権キックオフ | 星川泰子 | 藤原良二         | 横山広実         | 渡辺和夫   |
| 9    | リベンジ川崎対横浜南 | 細井能道 | 藤原良二         | 大庭秀昭         | 水野知己   |
| 10   | 織田ファイナルゲーム | 山田健一 | 奥田誠治         | 上野史博         | 寺沢伸介   |
| 11   | キャプテンの自覚     | 彩乃小路 | まつもとよしひさ | いとがしんたろー | 佐藤多恵子 |
| 12   | 勝利へのアプローチ   | 星川泰子 | 藤原良二         | 大関雅幸         | 浅沼昭弘   |
| 13   | 激闘のピリオド       | 堀井明子 | 奥田誠治         | 山崎茂           | 新井豊     |
| 14   | 宿命のライバル       | 小山高生 | 奥田誠治         | 山崎茂           | 新井豊     |
| 15   | 特別メニューの成果   | 小山高生 | 大庭秀昭         | 大庭秀昭         | 江藤真澄   |
| 16   | エースの誇り         | 小山高生 | 藤原良二         | 青木新一郎       | 河村明夫   |
| 17   | 茅野VS五郎           | 小山高生 | まつもとよしひさ | まつもとよしひさ | 渡辺純央   |
| 18   | 雨中のPK戦           | 彩乃小路 | 木宮茂           | 木宮茂           | 渡辺和夫   |
| 19   | パワー炸裂鹿児島学院 | 山田健一 | 藤原良二         | 吉川浩司         | 須田正己   |
| 20   | 薬丸! 執念のゴール   | 細井能道 | 藤原良二         | 山崎茂           | 新井豊     |
| 21   | 静一! 王者のサッカー | 堀井明子 | 奥田誠治         | 岡﨑ゆき男       | 小林一三   |
| 22   | 驚異のセットプレー   | 星川泰子 | 藤原良二         | 高橋滋春         | 斉藤一     |
| 23   | 涙のタイムアップ     | 星川泰子 | まつもとよしひさ | まつもとよしひさ | 渡辺純央   |
| 24   | 発進! U-20日本代表   | 小山高生 | 奥田誠治         | 山崎茂           | 新井豊     |
| 25   | ミラノのめぐり逢い   | 小山高生 | 奥田誠治         | 吉川浩司         | 斉藤一     |
| 26   | 華麗なるフランス選抜 | 山田健一 | 藤原良二         | 山崎茂           | 新井豊     |
| 27   | 哀しみのローマ       | 堀井明子 | 奥田誠治         | 牧野吉高         | 佐々門信芳 |
| 28   | プライドを賭けた戦い | 細井能道 | 藤原良二         | 山崎友正         | 鈴木清司   |
| 29   | 孤高の皇帝フィオ     | 山田健一 | 矢垂依幹         | 矢垂依幹         | 斉木タロヲ |
| 30   | 栄光のカンピオーネ   | 彩乃小路 | 山崎茂           | 山崎茂           | 渡辺純央   |
| 31   | 波乱の新チーム       | 小山高生 | 奥田誠治         | 吉川浩司         | 斉藤一     |
| 32   | 運命のコイントス     | 星川泰子 | まつもとよしひさ | まつもとよしひさ | 新井豊     |
| 33   | 五郎!パワーアップ    | 山田健一 | 藤原良二         | 牧野吉高         | 冬川岬     |
| 34   | V2への挑戦           | 堀井明子 | 渡辺純央         | 山崎友正         | 西田美弥子 |
| 35   | 蕪双とのラストバトル | 彩乃小路 | 藤原良二         | 渡辺正彦         | 山下善光   |
| 36   | ヒートアップ国立     | 山田健一 | まつもとよしひさ | 山崎茂           | 新井豊     |
| 37   | 激突!二人のエース    | 彩乃小路 | 奥田誠治         | 藤原良二         | 斉藤一     |
| 38   | 勝利へのラストラン   | 小山高生 | 牧野吉高         | 牧野吉高         | 冬川岬     |
| 39   | 永遠のイレブン       | 小山高生 | 奥田誠治         | 山崎茂           | 新井豊     |

## OVA
1993年1月22日に全1巻が発売された。物語冒頭の中学時代から、五郎が横浜南高校に乗り込んでPK百本セーブに挑むエピソードまでが描かれている。発売に際してはヴェルディ川崎所属の武田修宏による推薦文が寄せられた。

### オリジナル登場人物（OVA）
りえ
声 - 富沢美智恵
三田（みた）
声 - 柴田創一郎
中島（なかじま）
声 - 太田真一郎
村田（むらた）
声 - 江川央生
田中（たなか）
声 - 柴本浩行
吉田（よしだ）
声 - 小林俊夫
木村（きむら）
声 - 菊池正美
審判
声 - 田中和実

### スタッフ（OVA）
- 総監督・脚本 - 四辻たかお
- 監督・キャラクターデザイン - 阿部恒
- 美術監督 - 西倉力
- 撮影監督 - 鈴木秀男
- 音楽 - 高田三郎
- 企画・プロデューサー - 長澤隆之、名島徹、地引和夫
- 制作 - すずきまさかつ、田中重年

### 主題歌（OVA）
オープニングテーマ「Take Another Chance」
作詞・作曲・歌 - 上田正樹